# Maracaibo (singolo)
Maracaibo è un singolo della cantante italiana Lu Colombo, pubblicato nel 1981.

## Descrizione

### Composizione e iter di scrittura
La canzone, scritta dalla stessa Colombo e da David Riondino nel 1975, fu rifiutata da varie case discografiche per il testo "scomodo". Fu incisa nel 1980 con una veste dance grazie agli arrangiamenti di Mario Saroglia, sotto l'etichetta Carosello, venendo pubblicata nell'estate 1981 e diventando velocemente un vero e proprio tormentone. Nel 1982 la canzone fu mixata da Tony Carrasco e pubblicata su Moon Records.
In molti erroneamente attribuiscono Maracaibo alla cantante e showgirl Raffaella Carrà oppure alla cantautrice Giuni Russo per la somiglianza del timbro di voce (e per alcuni file diffusi nell'era del p2p con descrizioni errate): nonostante ciò, tali artiste nella loro carriera non l'hanno mai incisa. Il brano viene spesso attribuito anche a Jerry Calà, il quale lo ha interpretato in diverse occasioni, tanto da definirlo come la sua "sigla", tenendo comunque a precisare sempre chi ne fosse la vera autrice.
Il testo, come altre composizioni del duo Riondino-Colombo, racconta una storia narrativa lungo lo svolgimento delle strofe, con sequenze quasi "cinematografiche". La canzone inaugurò inoltre quel filone di brani con tematiche relative al turismo estivo e alle culture tropicali che tanto successo ebbero in Italia negli anni ottanta (alcuni altri celebri tormentoni di quel periodo furono Un'estate al mare di Giuni Russo e Tropicana del Gruppo Italiano). 

### Trama
La storia narrata è una frenetica vicenda d'amore e d'avventura creola che ha per protagonista Zazà, una ballerina cubana che si esibisce nuda in un locale, lo storico Barracuda cubano, oggi famoso diving center, ("Balla al Barracuda, sì ma balla nuda, Zazà!"). In realtà questa attività è per lei un modo per nascondere la sua reale attività, il traffico d'armi ("Era una copertura, faceva traffico d'armi con Cuba"). Zazà ha una tresca sentimentale con un certo Miguel, che nella stesura originale del testo si chiamava "Fidel", volendo alludere a Fidel Castro (il nome venne cambiato su pressione dei discografici); Visto che Miguel è spesso lontano ("ma Miguel non c'era, era in Cordigliera da mattina a sera"), lei si lascia consolare da Pedro ("L'abbracciava sulle casse di nitroglicerina"). Quando Miguel torna, lo viene a sapere e le spara ("la vide, impallidì: il cuore suo tremò, quattro colpi di pistola le sparò") e la trafficante d'armi fugge per mare. Una tempesta ("mare forza nove, fuggire sì, ma dove?") la fa naufragare ("l'albero spezzato") e un pescecane ("una pinna nera, nella notte scura") la morde ("una zanna bianca, come la luna"), ma lei sopravvive. Dopo questa avventura, Zazà rinuncia al traffico d'armi e al ballo ("finito il Barracuda, finito ballar nuda") e si costruisce una seconda vita aprendo un bordello ("un gran salotto, 23 mulatte, danzan come matte, casa di piacere per stranieri"). A causa dei vari eccessi ("rum e cocaina") ingrassa fino a raggiungere il peso di 130 chili. La canzone si conclude dicendo "se sarai cortese ti farà vedere nella pelle bruna, una zanna bianca, come la luna", evidente ricordo del naufragio e dell'incontro col predatore.
Maracaibo è stata utilizzata nelle colonne sonore dei film Vacanze di Natale, Il dolce e l'amaro, Terraferma, Io che amo solo te e, in versione mixata dal dj francese Bob Sinclar, di Vacanze di Natale a Cortina.
Maracaibo è, nella realtà, una città costiera del Venezuela, il cui nome si pronuncia correttamente Maracàibo e non Maracaìbo, come detto nella canzone.

## Tracce (parziale)
7" 1981
1. Maracaibo – 4:07 (Lu Colombo, David Riondino)
2. Neon – 3:53 (Lu Colombo)

Durata totale: 8:00
7" 1982
1. Maracaibo – 4:07 (Lu Colombo, David Riondino)
2. Maracaibo (Instrumental) – 4:38 (Lu Colombo, David Riondino)

Durata totale: 8:45

## Edizioni
- 1981 - Maracaibo / Neon (Carosello, Cl 20502, 7")
- 1982 - Maracaibo [Tony Carrasco Mix] / Maracaibo [Instrumental] (Moon Records, JE-N 210, 7")
- 1982 - Maracaibo [Tony Carrasco Mix] / Maracaibo [Instrumental] (Moon Records, JE-X 508, 12")
- 1982 - Maracaibo/Neon (Starnight Records, 792 823, 12", Francia)
- 1993 - Maracaibo Remix 93 Nuda (Ice Records, SEX 9227, 12"), remix di Paolo Pozzi e Umberto Zappa
- 2001 - Maracaibo 20th Anniversary (Ice Records, 792 823, CD, Maxi-Single), remix contenente cinque nuove versioni
- 2001 - Maracaibo 20th Anniversary (Ice Records, ICE 001013, 12), remix contenente cinque nuove versioni

## Crediti
- Lu Colombo - voce
- Steve Hopkins - chitarra
- Bruno Bergonzi - batteria

## Cover
- 1989 - il coautore del brano, David Riondino, lo ha inciso nel suo album Racconti picareschi.
- 1997 - la showgirl italiana Carmen Di Pietro ha realizzato la versione dance-pop della canzone (Evasioni Latine – EL 04).
- 2011 - il dj francese Bob Sinclar ha prodotto un remix del brano, sempre in stile dance-pop[8].